# Hister striatipectus
Hister striatipectus är en skalbaggsart som beskrevs av Lewis 1899. Hister striatipectus ingår i släktet Hister och familjen stumpbaggar. Inga underarter finns listade i Catalogue of Life.